# Hippurarctia judith
Hippurarctia judith là một loài bướm đêm thuộc phân họ Arctiinae, họ Erebidae.